# Bergpolder
Bergpolder is een wijk in het noorden van Rotterdam en maakt deel uit van het stadsdeel Rotterdam-Noord. De wijk valt sinds 5 november 2014 onder het rijksbeschermd gezicht Blijdorp / Bergpolder.
Bergpolder heeft per 2021 8.205 inwoners van een groot aantal verschillende nationaliteiten. Het percentage inwoners waarvan ten minste één ouder in het buitenland is geboren bedroeg in 2021 40%, waarvan in twee derde van de gevallen ten minste een van de ouders was geboren in een 'niet-westers land'. In 2007 werd de wijk nog tot Vogelaarwijk benoemd. De WOZ-waarde van de woningen is tot 2020 gestegen tot € 216.000 en bijna 60 % van de bewoners heeft nu een hoog opleidingsniveau. De grote omvang van de groep eenpersoonshuishoudens, studenten en starters is typerend voor Bergpolder. Meer dan de helft van de bewoners is alleenstaand. 
In 1904 werd de Bergpolder (in de 18e eeuw geheten Bergsche polder en Berch Polder) geannexeerd door Rotterdam, dat wil zeggen dat het grondgebied overging van de gemeente Hillegersberg naar de gemeente Rotterdam. Naast de aanleg van het spoor werd begonnen met de bouw van wat later de wijk Liskwartier zou heten. Bij de Blommerdijksche weg (later Bergweg) werd gebouwd, de Willebrordusstraat werd gebouwd en met de Bergsingel was men begonnen. Plannen voor een spoorwegverbinding dateren uit 1898, ontworpen door ingenieur A. van Hemert, de Hofpleinlijn (bijnamen o.a.: hoerenlijn, kinkhoestertje, parfumlijntje) is voltooid in 1908 en in gebruik genomen door de Zuid-Hollandsche Electrische Spoorweg-Maatschappij, ZHESM. Deze liep over De Hofbogen waarvan de totale lengte 1.9 kilometer is.
Samen met de wijk Blijdorp is Bergpolder een stadswijk gebaseerd op het uitbreidingsplan van Rotterdam uit 1931 van ir. Willem Gerrit Witteveen in samenwerking met architect Willem Kromhout. De wijk werd tussen 1930 en 1935 aangelegd en genoemd naar de gelijknamige polder, die begrensd werd door de Bergweg, de Rotterdamse Schie, de Scherpendrechtse kade en de Kleiweg. Een deel van de woningen werd ontworpen door de architecten D. Dürrer en W. Vermeer.
Bergpolder wordt begrensd door de in 1940 gedempte Noorderhaven, het Noorderkanaal, het viaduct van de Hofpleinlijn en de Bergweg. De wijk ligt tussen de aangrenzende wijken Blijdorp en Liskwartier.

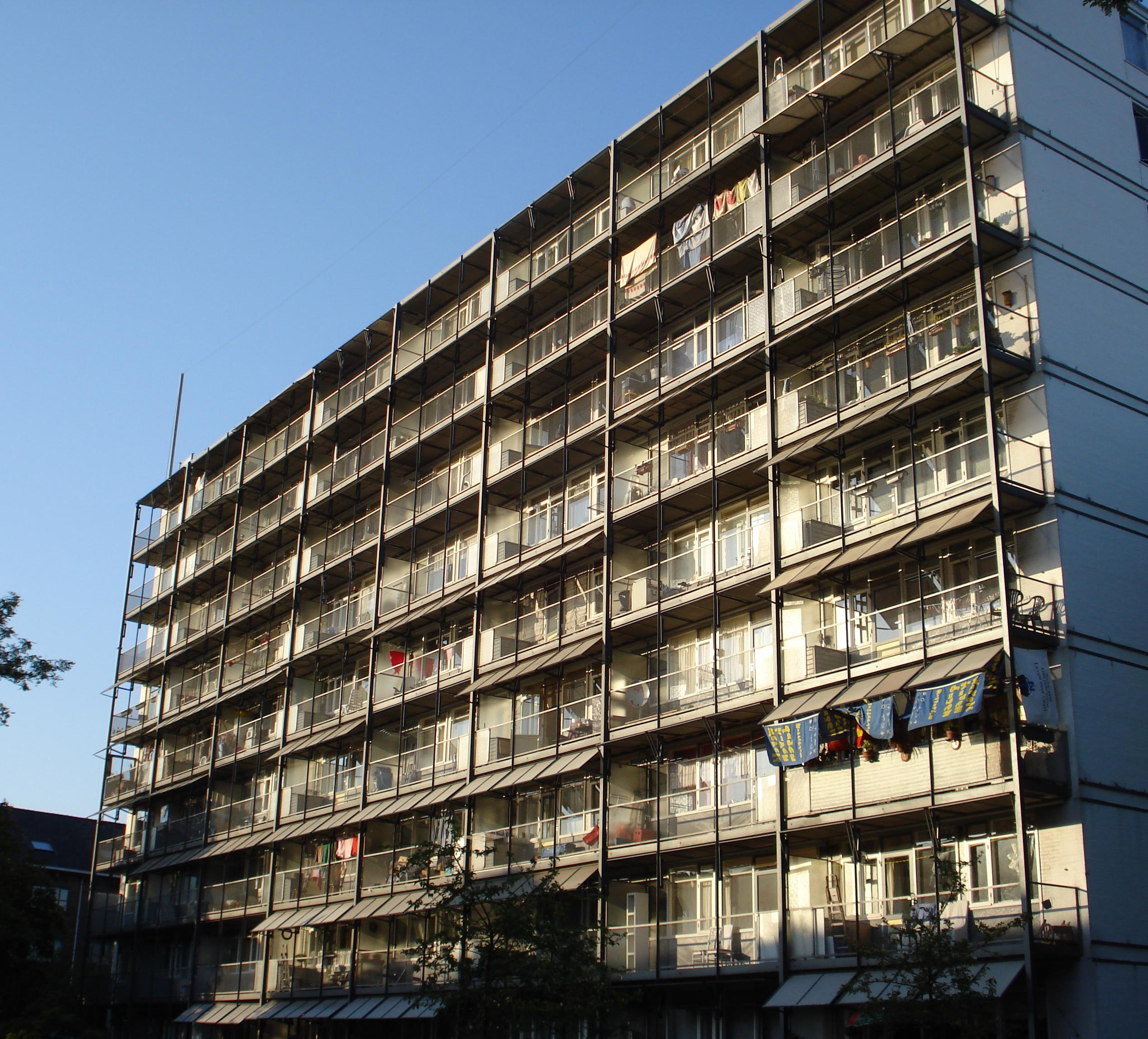
Bergpolderflat voor renovatie

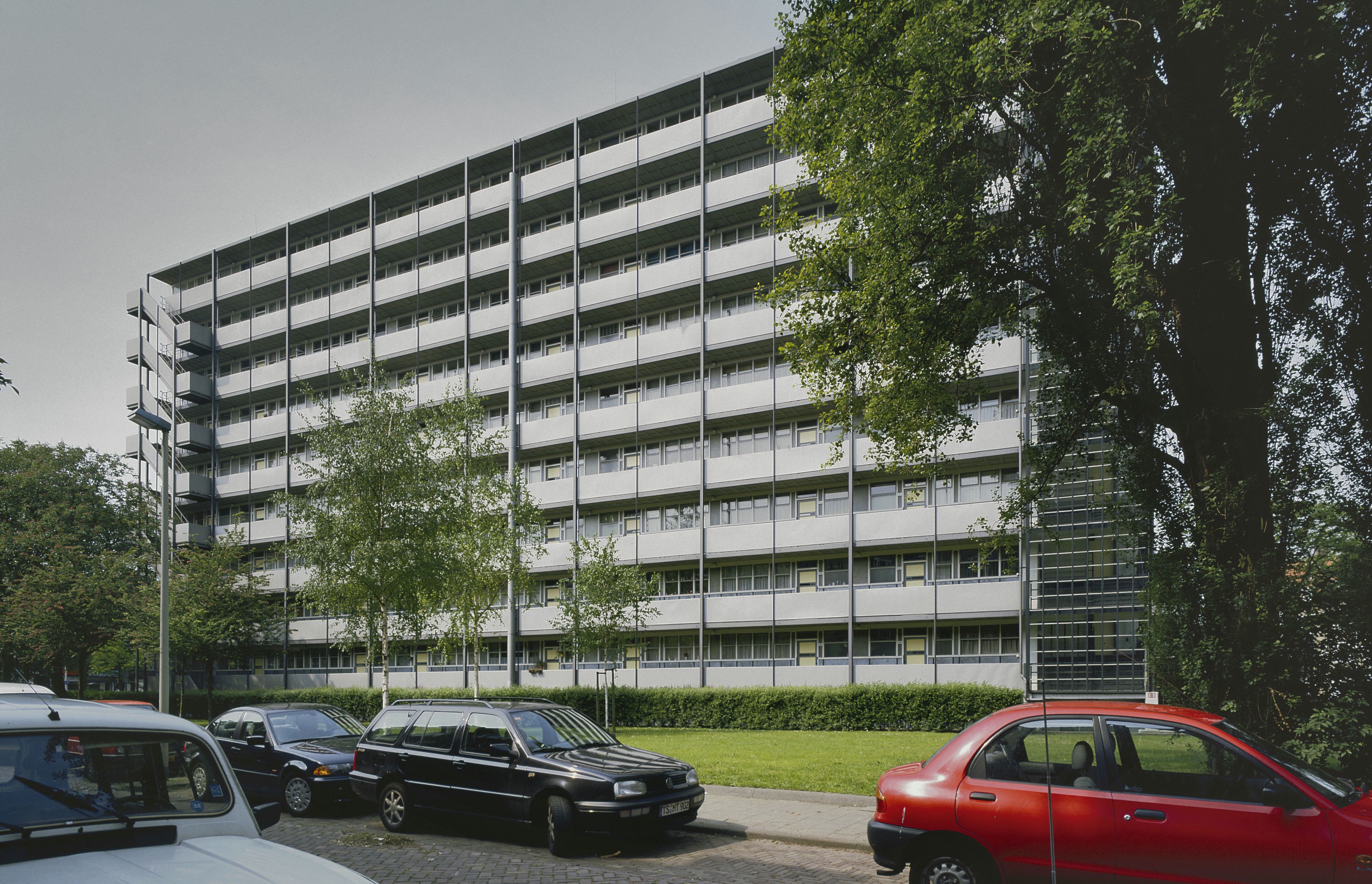
Bergpolderflat na renovatie in 1993

De in 1933 gebouwde Bergpolderflat, inmiddels een rijksmonument, is de grootste bezienswaardigheid van de wijk, samen met het Sportfondsenbad Noord uit 1937 aan de Van Maanenstraat.
Aan de noordgrens van de wijk aan de Gordelweg lag het Sophia Kinderziekenhuis, dat in 1994 verhuisde naar een nieuw gebouw naast het Academisch Ziekenhuis Dijkzigt. Het maakt thans onderdeel uit van het Erasmus MC. De gebouwen aan de Gordelweg zijn vervangen door woningen en bedrijfsruimte. Deze bedrijfsruimte heeft jarenlang leeggestaan. De straten achter het voormalige ziekenhuis hebben in 1995 volgens
besluiten van het college van Burgemeester en Wethouders de naam 'Anna van Westrienenstraat' (Francisca Alida Suzanna van Westrienen, 1883-1958, kinderarts in het Sophia Kinderziekenhuis) gekregen.

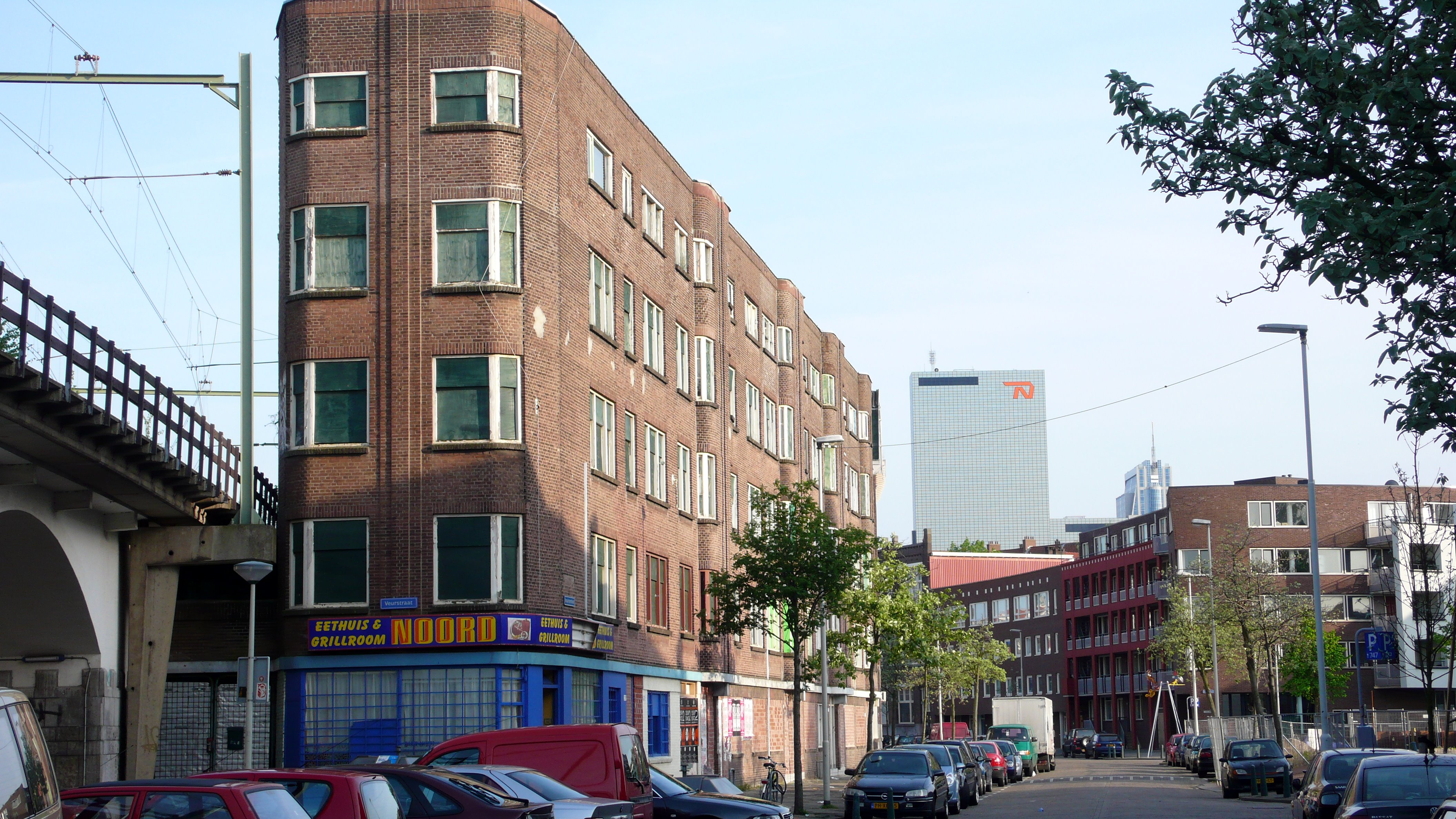
kluswoningen op de spoorpunt, gelegen aan de Hofpleinlijn